# Gregariella petagnae
Gregariella petagnae is een tweekleppigensoort uit de familie van de Mytilidae. De wetenschappelijke naam van de soort is voor het eerst geldig gepubliceerd in 1832 door Scacchi.